# L·L·朗斯楚斯
洛伦佐·洛林·朗斯楚斯（英語：Lorenzo Lorraine Langstroth，1810年12月25日—1895年10月6日），是美國蜂農、牧師與教師。他被譽為美國蜂農之父，因發明朗氏蜂箱聞名。。其外曾孫克萊德·科溫（Clyde Lorrain Cowan Jr，1919-1974）是物理學家，為微中子的發現者之一。